# Alexander Cooper

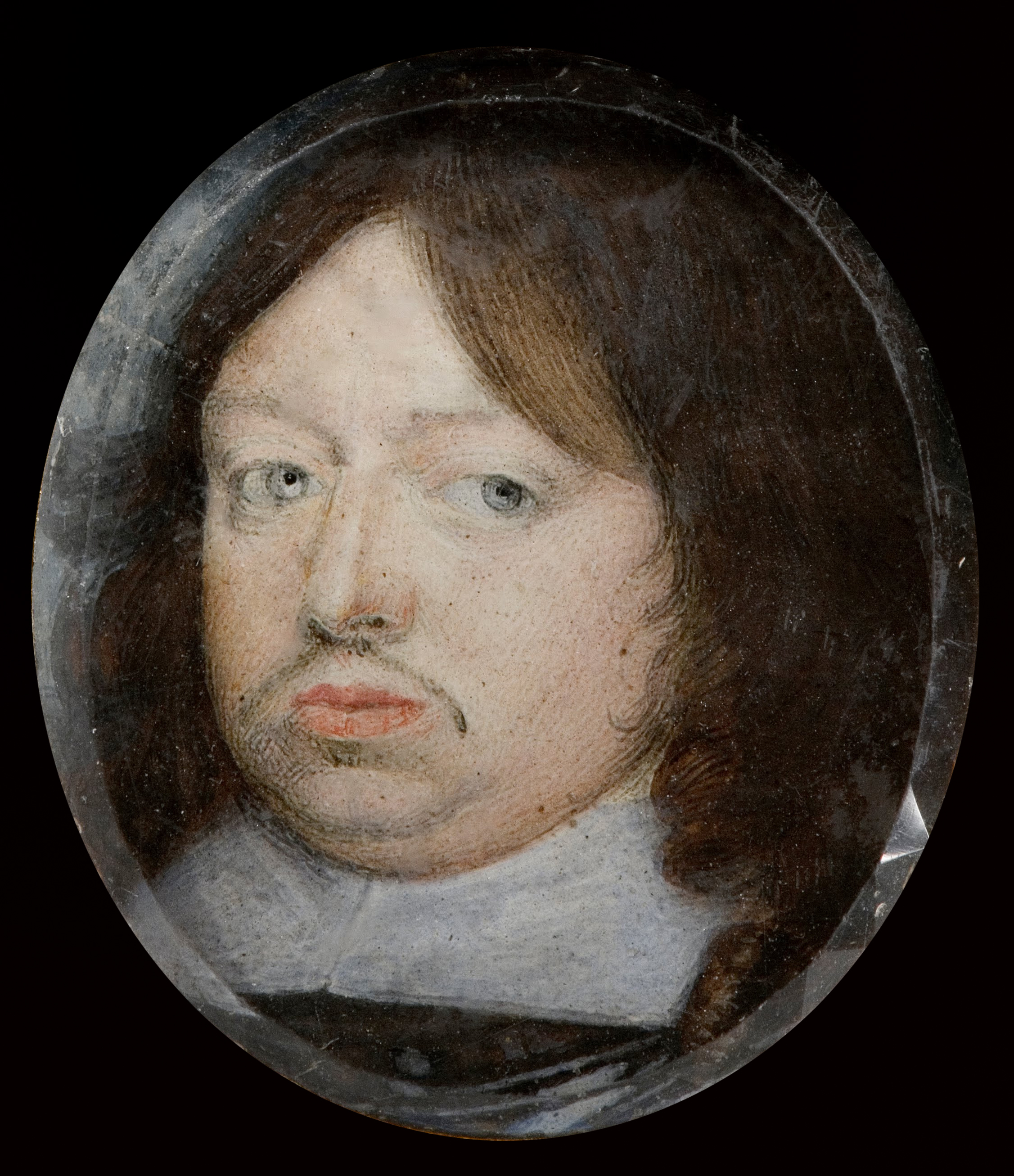
Miniatyrporträtt av Karl X Gustav utfört av Cooper.

Alexander Cooper, född 1605, död 1660, var en engelsk konstnär. Han var bror till konstnären Samuel Cooper.
Cooper studerade miniatyrmåleri hos sin morbror John Hoskins, Englands främste miniatyrmålare. Han kom troligen till Sverige omkring 1646, och stannade här till sin död, med undantag för en kortare tids vistelse i Danmark. 1647 utnämndes Cooper till Drottning Kristinas hovminiatyrist. Flera svenska samlingar har prov på hans alster, bland annat finns ett vackert porträtt av Magnus Gabriel De la Gardie i Riksbankens myntkabinett och ha finns representerad vid Göteborgs konstmuseum och Nationalmuseum. Cooper fick stort inflytande på andra svenska miniatyrkonstnärer under 1600-talet.